# 24102 Jacquescassini
24102 Jacquescassini è un asteroide della fascia principale. Scoperto nel 1999, presenta un'orbita caratterizzata da un semiasse maggiore pari a 2,5290429 UA e da un'eccentricità di 0,1695697, inclinata di 14,65697° rispetto all'eclittica.
È dedicato all'astronomo Jacques Cassini.